# Graafschap Holstein-Pinneberg
Het graafschap Holstein-Pinneberg of Holstein-Schaumburg (Duits: Grafschaft Holstein-Pinneberg of Holstein-Schaumburg) was een klein staatje in het noorden van het Heilige Roomse Rijk. Het graafschap werd geregeerd door het Huis Schaumburg. Holstein-Pinneberg ontstond in 1290 door een deling van Holstein-Itzehoe en bestond tot 1640, toen het Huis Schaumburg in mannelijke lijn uitstierf. Bij de deling van 1290 kreeg de graaf van Holstein-Pinneberg ook het graafschap Schaumburg aan de Wezer toebedeeld, dat in personele unie met Holstein-Pinneberg werd bestuurd.
Het graafschap lag in het zuidwesten van Holstein aan de Elbe. Er lagen geen steden in het graafschap; de grootste plaatsen lagen rond de kastelen in Pinneberg, Barmstedt en Hatzburg. In de 16e eeuw groeide het vissersdorp Altona uit tot een voor het graafschap centrale marktplaats. Bninen het Heilige Roomse Rijk lag Holstein-Pinneberg in de Nedersaksische Kreits.

## Geschiedenis

### Ontstaan
Graaf Adolf I, de eerste bekende heerser uit het Huis Schaumburg, werd in 1110 beleend met het graafschap Holstein. Zowel zijn oorspronkelijke bezit, het graafschap Schaumburg aan de Wezer, als Holstein waren lenen van het machtige Stamhertogdom Saksen. In 1180 werden Holstein en Schaumburg rijksvrij toen Hendrik de Leeuw, de Hertog van Saksen, door de keizer in de ban werd gedaan. In het machtsvacuüm dat hierdoor ontstond werden de graven van Holstein een van de belangrijkste adellijke families in het noorden van Duitsland.
In 1273 verdeelden Adolfs opvolgers het graafschap Holstein voor het eerst onder elkaar. Het stamland Schaumburg kwam samen met Holstein-Itzehoe aan graaf Gerard I. Gerards drie zonen deelden in 1290 hun bezittingen nog verder op. De tweede zoon, Adolf VI, kreeg Holstein-Pinneberg en het stamland Schaumburg. De graven verbleven meestal in het grotere en rijkere Schaumburg en zagen Pinneberg als een afgelegen gebied, dat vooral van financieel belang was.

### Erfopvolgingen
Gedurende de 14e eeuw stierven de meeste takken van het Huis Schaumburg uit, zodat in er in 1390 nog twee takken waren overgebleven: Holstein-Rendsburg en Holstein-Pinneberg. De gebieden van de uitgestorven takken kwamen aan Holstein-Rendsburg, waardoor zij bijna heel Holstein verenigden. Ook het hertogdom Sleeswijk, ten noorden van Holstein, kwam in handen van de graven van Holstein-Rendsburg. Daarentegen was het de graven van Holstein-Pinneberg niet gelukt om hun gebieden in Holstein uit te breiden. In 1390 sloten Otto I van Pinneberg en Gerard VI van Rendsburg wel een erfverdrag, waarin ze afspraken dat hun nakomelingen bij het uitsterven van een van de twee linies de andere zou opvolgen.
Hertog Adolf XI van Holstein-Rendsburg was de laatste heerser uit het Huis Schaumburg die zowel over Sleeswijk als over Holstein regeerde. Adolf had geen nakomelingen, waardoor Otto II van Pinneberg aanspraken kon maken op Adolfs deel van Holstein. In Sleeswijk was Otto II echter niet erfgerechtigd. Omdat Adolf de unie tussen Sleeswijk en Holstein wilde behouden probeerde hij zijn landen via vrouwelijke lijn te laten vererven. Ook de staten van Sleeswijk en Holstein kozen voor het behouden van de unie, waardoor Adolf na zijn dood werd opgevolgd door zijn neef Sleeswijk en Holstein aan zijn neef Christiaan, die in 1448 ook al koning van Denemarken geworden. Otto II werd door Christiaan afgekocht met een paar kleine gebieden en 43.000 Rijnlandse guldens.

### Modernisering van het bestuur
Doordat de rest van Holstein nu onder een andere dynastie viel, konden de graven van Pinneberg hun gebied onafhankelijker besturen. Ze hoefden nu geen rekening meer te houden met de standen van het hele hertogdom Holstein en omdat er in Pinneberg zelf geen adel of steden waren konden de graven zonder enige tegenstand regeren. De graven richtten een nieuwe rechtbank op met de bevoegdheid om uitspraken te doen over kleine criminaliteit en civiele zaken. Hoger beroep moest worden aangetekend bij het Hofgerecht van de graaf in Schaumburg.
Otto II had zeven zoons, twee daarvan werden geestelijken, de overige vijf zouden hem allemaal opvolgen. Vanaf 1464 regeerden er telkens twee graven tegelijk over de graafschappen, maar n 1498 deelden Anton en Otto III hun gebieden op: Anton kreeg Schaumburg en Otto III kreeg Pinneberg. Pinneberg werd hierdoor voor het eerst zelfstandig bestuurd, maar omdat Otto III niet getrouwd was ontstond er geen nieuwe dynastie in Pinneberg. Otto III bepaalde in zijn testament dat hij opgevolgd moest worden door zijn broer Johan IV, die vanwege zijn huwelijk in 1492 heer van Gemen geworden was. Als oudere broer maakte Anton bezwaar tegen het testament en in 1510 werd Anton bevestigd als graaf van Holstein-Pinneberg.
Anton moderniseerde het bestuur en stelde adellijke drosten aan die het graafschap voor hem bestuurden. Daaronder stonden grafelijke ambtenaren. Tegelijkertijd werd het graafschap gebruikt om schuldeisers tegemoet te komen: in de jaren 1530 werden alle drie de kastelen in het graafschap beheerd door edellieden uit Schaumburg, die nog leningen hadden uitstaan bij de graven.

### De reformatie
De reformatie verspreidde zich aan het begin van de 16e eeuw snel in het noorden van het Heilige Roomse Rijk. Grote delen van de bevolking, zowel in Schaumburg als in Holstein-Pinneberg, bekeerden zich tot het Lutheranisme. Desondanks bleef de grafelijke familie trouw aan de Katholieke geloof en verschillende leden van het Huis Schaumburg bekleedden ook hoge posities binnen de Kerk. Adolf XIII begon zijn geestelijke carrière als domheer in de bisdommen Luik, Keulen en Mainz. In 1533 werd hij gekozen tot hulpbisschop van Keulen. Tegelijkertijd bleef hij tot 1544 ook de graafschappen Schaumburg en Holstein-Pinneberg besturen, daarna droeg hij het bestuur over aan zijn broer Otto IV.
Drie jaar later werd Adolf aartsbisschop en keurvorst van Keulen, waarmee hij een van de machtigste vorsten in het Heilige Roomse Rijk werd. Adolf probeerde de verspreiding van het Protestantisme in het aartsbisdom Keulen terug te dringen, deed actief mee aan het concilie van Trente en steunde de katholieke keizer Karel V. Toch kon hij niet verhinderen dat de koning van Denemarken in 1555 Pinneberg binnenviel en in het enige klooster van het graafschap de heilige mis afschafte en een lutherse predikant benoemde. 
Door de machtspositie van Adolf binnen het Rijk kon graaf Otto IV pas de dood van zijn broer overgaan tot het lutheranisme. In 1561 voerde hij de Mecklenburgse kerkorde in Pinneberg in, waarmee het graafschap officieel Lutheraans werd. Zeven jaar later, in 1568, verplaatste Otto de regeringszetel van de Hatzburg in Wedel naar Pinneberg. Zijn zoon Adolf XIV liet het slot later ombouwen in Renaissancestijl.

### De regering van graaf Ernst

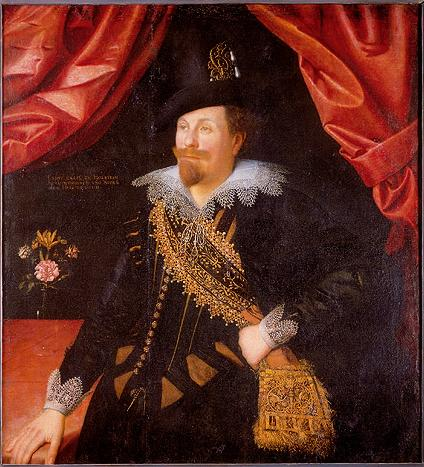
Portret van Ernst van Schaumburg door Jan Antonisz. van Ravesteyn.

Na de dood van Otto IV werd het bestuur van zijn graafschapen overgenomen door de Staten van Schaumburg, die zo probeerden om de schulden terug te dringen. Na zes jaar droegen de staten het bestuur over aan Adolf XIV.
Ernst is bekend geworden als een van de meest succesvolle graven van Schaumburg en Holstein. Hij zette de modernisering van het bestuur voort, versterkte de economie van zijn graafschappen en bevorderde de kunst en de wetenschappen. Samen met de Deense koning Christiaan IV zette Ernst Hollandse kolonisten in om de moerassen aan de monding van de Elbe in te polderen. In 1621 kreeg Schaumburg zelfs zijn eigen universiteit, toen de keizer het eerder door Ernst gestichte gymnasium nieuwe privileges gaf. De politieverordening die Ernst in 1614 uitgaf bleef tot de Napoleontische tijd in gebruik.

### Opdeling van het land
In 1619 werd graaf Ernst van Holstein-Pinneberg tot rijksvorst verheven, maar met zijn dood in 1622 zonder opvolger ging deze titel weer verloren voor de familie. 
In 1622 waren alle bezittingen dus weer herenigd in de hand van graaf Jobst Hermann. Na zijn dood in 1622 werd hij opgevolgd door zijn neef Otto V, de laatste graaf uit het huis Holstein-Pinnenberg. Na zijn dood viel het bezit uiteen:
- Pinneberg werd in 1640 door Deense troepen bezet
- Schaumburg kwam aan het landgraafschap Hessen-Kassel en aan een tak van het huis Lippe (Schaumburg-Lippe)
- Gehmen kwam aan de familie Limburg-Styrum

Het graafschap Holstein-Pinneberg werd na 1640 gedeeld tussen Hertogdom Glückstadt en Hertogdom Gottorp. De hertog van Holstein-Gottorp verkocht in 1649 het ambt Barmstedt aan Christian Rantzau, waarna het gebied in 1650 door de keizer verheven wordt tot het graafschap Rantzau.

## Heersers van Holstein-Pinneberg
- 1290 - 1315: Adolf VI
- 1315 - 1353: Adolf VII
- 1353 - 1366: Adolf VIII
- 1366 - 1404: Otto I
- 1404 - 1426: Adolf X
- 1426 - 1464: Otto II
- 1464 - 1474: Adolf XII en Erik
- 1474 - 1492: Erik en Anton
- 1492 - 1498: Anton en Otto III
- 1498 - 1510: Otto III
- 1510 - 1526: Anton
- 1526 - 1527: Johan IV
- 1527 - 1531: Joost I
- 1531 - 1544: Adolf XIII
- 1544 - 1576: Otto IV
- 1576 - 1582: Staten van Schaumburg
- 1582 - 1601: Adolf XIV
- 1601 - 1622: Ernst
- 1622 - 1635: Joost Herman
- 1635 - 1640: Otto V